# Nyby, Börje socken
Nyby är en by i Börje socken, Uppsala kommun.
Byn omtalas första gången i skriftliga handlingar 1302 ('in Nyaby'). Då hade Uppsala domkyrka en gård i byn. I en äldre längd, troligen från 1290-talet uppges Uppsala domkyrka ha en mindre jordlott i byn. 1309 omnämns tre personer i Nyby; Sune, Faste och Lukas som testamentsvittnen. En gård tillhörig kyrkoherden i Börje upptas i förteckningen av vad hertig Valdemar uppburit av kyrkogodsen i Tiundaland 1316. Uppsala domkyrkas fabricia hade i slutet av 1300-talet två landbönder i Nyby. Under 1500-talet omfattade Nyby två mantal kyrkojord och ett mantal Sankt Eriksjord.